# Drake-Brockmania
Drake-Brockmania  Stapf é um género botânico pertencente à família Poaceae, subfamília Chloridoideae, tribo Eragrostideae..
As espécies do gênero ocorrem na África e regiões temperadas da Ásia.

## Sinônimo
- Heterocarpha Stapf & C.E.Hubb.

## Espécies
- Drake-Brockmania haareri (Stapf & C.E. Hubb.) S.M. Phillips
- Drake-Brockmania somalensis Stapf